# 이광세
이광세(1940년 8월 16일~2025년 2월 3일)는 대한민국의 성우이다. 후배인 김기현과 광고 성우였다.

## 학력
- 중앙대학교 연극영화학과

## 출연작

### 방송
- 《별들의 고향》(KBS)
- 《전원일기》(MBC)
- 《제4공화국》(MBC)
- 《제5공화국》(MBC)
- 2006년 《서울 1945》(KBS1)
- 2007년 《뉴하트》(MBC) - 환자 역
- 2008년 ~ 2009년 《가문의 영광》(SBS) - 대학교 학장 역
- 2009년 《찬란한 유산》(SBS) - 김용호 역
- 2011년 《신기생뎐》(SBS) - 부용각 손님 역
- 2011년 《강력반》(KBS2) - 김영태의 집을 아는 노인 역
- 2011년 《내게 거짓말을 해봐》(SBS) - 청장 역
- 2012년 《부탁해요 캡틴》(SBS) - 최종일의 할아버지 역
- 2012년 《해를 품은 달》(MBC) - 의원 역
- 2012년 《옥탑방 왕세자》(SBS) - 노인정에 있는 할아버지 역
- 2012년 《인현왕후의 남자》(tvN) - 유품 감정하는 남자 역
- 2012년 《대왕의 꿈》(KBS1)
- 2013년 《백년의 유산》(MBC) - 엄씨네 종중어른 역
- 2014년 《감자별2013QR3》(tvN) - 설 젯상에 찾아온 영혼 역
- 2014년 《불꽃 속으로》(KBS1)
- 2014년 《닥터 이방인》(SBS) - 실향민 단체 회원 역
- 2014년 ~ 2015년 《전설의 마녀》(MBC) - 조문객 역
- 2015년 《실종느와르 M》 (OCN) - 스님 역
- 2015년 《내 딸 금사월》(MBC)
- 2016년 《그래, 그런거야》(SBS)
- 2017년 《역적 : 백성을 훔친 도적》(MBC) - 염상구 역
- 2018년 《보이스 2》(OCN) - 김상구 역
- 2019년 《트랩》(OCN)
- 2019년 《아스달 연대기》(tvN)
- 2021년 《나빌레라》(tvN) - 덕출의 아버지 역

### 광고
- 한국존슨 레이드
- 피자헛 청각장애인 돕기편
- 방림 프리방
- 롯데네슬레코리아(네스텀, 쎄레락, 마일로, 테이스터스 초이스)
- NH농협(농협공제, 우리농산물애용, 농협내고향적금, 기업PR-곡식, 농협쌀, 우리농산물애용(MBC캠페인), 정직한농산물유통농협 등)
- 대우통신(유니폰)
- 서주우유(서주밀, 서주두유)
- 안국약품(토비콤, 포엘)
- 한국야쿠르트(슈퍼100)
- 한미약품(써스펜좌약, 메디락비타, 한미요거팅 등)
- 명문제약(키미테) (성우:한상덕)
- 신풍제약(아파간)
- NH투자증권
- 우리은행
- KB국민카드
- 삼일제약(부루펜)
- 고려당
- 칼자이스 칼짜이스 안경
- 국순당 국순당술도가
- 국제약품(맥스톤, 고프레)
- 에펠제화 구두패션의 신귀족주의 편
- 쌍방울(쌍방울100수메리, 폴라리스, 인터메조, 다반 등)
- 팔도(팔도설렁탕면, 비락식혜, 비락수정과)
- 비락(비락일품중화자짱, 비락국밥 등)
- SK케미칼(엔제릭스B, 타마렌)
- 한국타이어앤테크놀로지(70 시리즈 레디알, 옵티모골드)
- 우성식품(블루다이아몬드)
- 아메리칸 익스프레스 카드
- 한국코카콜라(아쿠아리스, 코카콜라2리터, 보리보리, 하이C 100 등)
- 후지필름(후지칼라HR필름, 후지칼라)
- 동성제약(와까모도, 어린이정로환, 오리리카바마크, 정로환 등)
- GC녹십자(그린스위트, 한타박스, 데놀 등)
- 광동제약(광동탕)
- 한신공영(호텔코아)
- 삼익가구
- 삼성물산(에스에스패션, 랑방, 골덴카페트 등)
- 두산테크펙 파카글라스
- 한국존슨앤드존슨(존슨즈베이비로션)
- GS칼텍스(기업PR-자연보호, 호남정유푸른문화예술축제, 슈프림디럭스골드 등)
- 미래에셋증권(대우증권)
- 중앙선거관리위원회
- 대우그룹(대우가 있습니다편)
- 한독(뮬가톨, 바날긴, 엣센샬포르테, 브론치쿰 등)
- 삼성제약(마시는 우황청심원)
- 금강제화(비제바노)
- 팜한농(피리모, 노노풀 입제, 후치왕 입제, 지오판 수화제, 모두나 수화제, 멸사리, 큐라텔 입제, 주렁유제, 명가)
- SK이노베이션(ESSO)
- 공익광고협의회(에너지절약편, 제2의생산, 제2광복편, 찾아가지 않는 물건들, 자녀에게 관심을, 빙산, 장승, 오륜기, 공명선거, 차선은 생명선, 유해환경추방(라디오)[1], 과소비(풍선), 창살, 늑대인간, 대화, 온누리 깨끗하게(런칭), 온누리 깨끗하게(산업폐수), 합성세제, 에너지절약, 오뚜기편, 사랑의 손길, 효도, 올가미편, 과소비(달력), 금권선거방지, 경제재도약, 쓰레기다이어트, 청소년의합창, 다시한번 뜁시다(라디오), 아버지와 딸(대전엑스포), 청소년교육, 도우미, 깨끗한선거, 밝은청소년상, 맑은물이 그립습니다(라디오), 세계제일 등)
- 문화체육관광부(공보처)
- LF(만시라스)
- 신일전자(신일써니히터, 신일선풍기, 신일고속탈수기, 신일인공지능세탁기, 신일뉴로퍼지선풍기, 신일인공지능선풍기 등)
- 동서식품(맥스웰하우스, 맥스웰 상카, 맥심, 맥심커피믹스,프리마, 동서선물세트, 동서보리차, 동서우롱차 등)
- 종근당(기업PR-1983년새해, 제리아톤, 낙센, 제스탄 등)
- 유한양행(알로텐, 젠텔, 에스엘C, 그랑페롤, 삐콤C, 유한락스, 캠페인(라디오) 등)
- 나이키코리아(나이키에어)
- 일화(천연사이다, 맥콜)
- LG생활건강(기업PR-복지2000년, 아제리스, 수퍼타이, 향하이타이, 아트릭스, 페리오치약, 럭키락스, 에티켓 등)
- SWC(세이코시계)
- CJ제일제당(다시다,맛깔미풍,백설표 불고기양념, 일품된장, 사골우거지국, 꼬마돈까스, 치킨비엔나, 꼬마치킨바, 백설냉동, 고기산적, 쇠고기진국다시다, 백설진한참기름, 국내기멸치100, 백설식용유, 미풍, 백설표식용유, 하선정액체육젓, 백설햄(포캠), 자연은 푸르게 환경은 깨끗이, 일품손북어국, 제일제당추석선물세트, 본가당면 등)
- 라이온코리아(레니오에센스샴푸, 식물나라UV화이트, 베스트리빙G, 비트, 코팅샴푸 슈슈, 바르는 비트, 로얄싱키 등)
- 일동제약(인도펜, 아로나민골드, 암포젤엠, 큐란300 등)
- 바이엘코리아(탈시드, 카네스텐산제, 바이엘아스피린 등)
- 동아제약(에리카씨, 맥소롱, 노베단, 비오자임 등)
- 사노피-아벤티스코리아(후마렉스, 진사나)
- LG전자(금성하이테크TV, 금성비디오테이프, VTR1230, 금성캐논카메라 오토보이3, 금성월드폰, 풀오토VTR, 룸에어컨, 메리트VTR, 금성생활가전, 금성마이콤팬히터, 전자레인지원터치, LG 아트비전와이드 등)
- LS일렉트릭(금성전자식온돌시스템)
- 글락소스미스클라인(트로시드,스트레스탑스, 볼타렌크림,잔탁)
- 한국GM(맵시나하이디럭스, 프린스1500, 듀크하이파이, 로얄살롱, 르망펜타파이브, 89년형 로얄프린스 등)
- SK하이닉스(현대아트폰)
- 기아자동차(MBC라디오 캠페인 잠깐만, 봉고코치디럭스, 봉고나인, 캐피탈)
- 현대자동차(스텔라, 포니2, 쏘나타골드 등)
- 매일유업(매일요구르트, 매일분유SF-1·2)
- SBS 캠페인 운전은 인격 등
- 대한항공(1985 ~ 1986, 1992, 1993 ~ 1996 등)
- 삼익악기(독일형 삼익피아노, 로저스전자오르간)
- 팬아메리칸 항공
- 삼양식품(정직과 신용 1986 ~ 1989, 삼양라면, 짜짜로니, 삼양골드식용유 등)
- 귀뚜라미보일러
- 유니베라(남양알로에, 남양931)
- 동아그룹 공익캠페인
- 경동나비엔
- 롯데칠성음료(베리나인, 마일드, 백화수복선물세트, 백화선물세트, 베리나인선물세트, 베리나인골드/시갈, 베리나인골드킹, 게토레이, 솔의눈(쑥의순), 델몬트, 참두유, 칠성사이다)
- 삼양사(맛초롱 식용유, 삼양설탕)
- 코닥
- 한국가스안전공사
- 유한킴벌리(비바, 루루, 크리넥스, 우리강산푸르게푸르게 등)
- 비씨카드
- 한국전화번호부
- KT(한국전기통신공사, 한국통신)
- LG유플러스(002, 기업PR)
- 신한카드
- 삼성화재 신교통문화편
- 아모레퍼시픽(설록차한라삼다, 메디안리도치약, 아모레이온치약, 쾌남골드, 쾌남루트, 리도선물세트,쾌남루트레몬, 쿨로션, 무한책임주의, 설록차선물세트 등)
- 대교 눈높이교육
- 이랜드그룹(몽고메리, 빅맨, 이랜드, 언더우드 등)
- 태광산업(에로이카칼라텔레비전, 에로이카오디오, 비둘기표수편사 등)
- 하나은행(믿고찾아보람있는 서울신탁은행)
- KCC(고려페인트 1984, 1987, 1989 ~ 1993, 더 좋은건 축자제 금강 등)
- 삼성전자(이코노TV, 삼성VTR, 삼성냉장고, 하이폰전화기, 미놀타카메라, 러브러브대잔치 등)
- 대양이엔씨 엠씨스퀘어
- 한국얀센 타이레놀
- 대상(리본표베스트마요네즈, 크르노고향맛죽)
- 롯데전자(롯데파이오니아)
- 보령제약(겔포스, 용각산, 구심(라디오) 등)
- 코오롱(맨스타, 코오롱스포츠)
- 애경산업(럭스비누, 비놀리아, 크린업 등)
- 노루페인트(노루표페인트)
- 신영와코루(비너스후렌치슬림, 비너스신부나이티, 비너스미쓰애플 등)
- 논노 (로데, 마르시아노, 정기세일 등)
- 영일제약 메모비스
- 신도리코(복사기팩시밀리전문회사 신도리코)
- SK증권 태평양시대의 동반자
- JW중외제약 (복합아루사루민, 스타론)
- 리바이스코리아 리바이스
- 세진컴퓨터랜드 컴맹없는나라편
- 삼성생명
- 하이트진로(크라운맥주, 쥬니퍼, 크라운생, 위스키로얄, 길벗올드, 진로드라이30도, 금관청주, 진로와인쿨러, 몽블르 등)
- 오뚜기(오뚜기선물세트, 오뚜기케찹, 오뚜기마요네즈, 3분요리, 바몬드카레, 오뚜기는자랑스런우리상표, 오뚜기참기름, 삼화꿀삼차, 삼화고유차선물세트, 삼화정일품 등)
- 우리들제약 노카르돈
- 대진침대 (임채무, 대진썰타침대)
- 대신증권 증권은 대신
- 오비맥주(OB맥주)
- 한서안경 이제 안경은 한서에 맡겨주십시요.
- 따시락 도시락이 아닙니다 따시락입니다.
- AIG손해보험 명품 AIG실버보험
- 차티스손해보험 명품부모님보험

### 지역광고
- 비락 (비락유업, 비락우유(라디오), 기업PR) - 부산
- 금복주(금복주) - 대구
- 경주법주(경주법주, 경주법주선물세트) - 경주
- 시민소리사 - 대구
- 경주 도투락월드 - 경주
- 한국도자기 - 청주
- 경농(바로매, 트리달엠, 키타진, 사란, 경농바스타, 데시스, 노몰트 등) - 대구
- 삼화식품 - 대구
- 성화산업 (성화온돌파이프, 성화라징물탱크) - 대구
- 우방 - 대구
- 기남상사 - 대구
- 색동보석 - 대구
- 평안산업 - 경기
- 대백종합건설 - 대구
- 대백가구 - 대구
- 청구주택 - 대구
- 동아백화점 - 대구
- 현대주택 - 대구
- 세기보청기(축음기, 콩알) - 대구
- 세기헬스마트 - 대구
- 협화주택 - 대구
- 태성주택 - 대구
- 수정웨딩홀 - 대전
- 세손뷔페 - 대전
- 명동가구점 - 전주
- 대림테크노랜드 - 광주
- 남경건설 - 대구
- 신영도기 - 대구
- 허니문여행사 - 대전
- 서호건설(서호아파트) - 전주
- 논골집 - 대전

## 같이 보기
- 한국방송 성우극회